# 口湖牽水𰹬

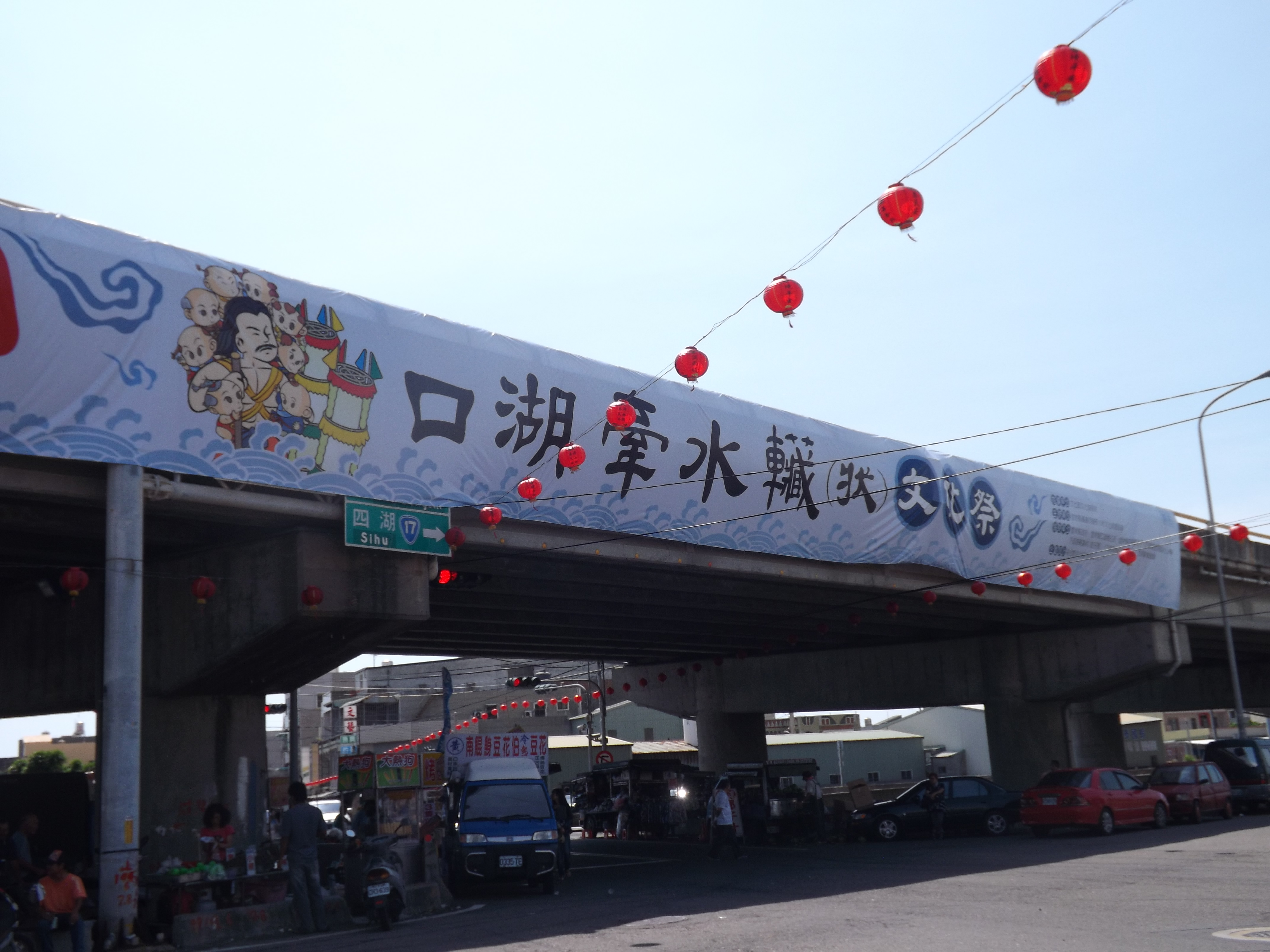
2014年口湖牽水𰹬文化季

口湖牽水，是台灣雲林縣口湖鄉的祭儀。每年農曆六月初八，當地蚶仔寮舊金湖港萬善祠和金湖萬善爺廟皆會舉行一年一度的民俗祭典——牽水𰹬，為當地居民為了要緬懷與拔度一百多年前罹難於水災的先民所衍生的特殊祭儀，是為全臺灣規模最龐大的牽水𰹬儀式。
2008年雲林縣政府登錄為地方無形文化資產，並加入製作水𰹬、配合地方文史課程等教學活動，成為臺灣特有的文化活動「牽水𰹬文化節」。2010年由文建會指定「口湖牽水車藏（狀）」為國家重要無形文化資產。

## 歷史緣由
由於下湖口是在樹苓湖的南方新形成的潟湖口岸，因地理形勢所形成的航運之便，帶來商業繁榮，卻也因此特殊地形在未來促成嚴重的死傷，也就是當地民眾俗稱的「湖內洗港」，因遭逢此劫厄，此水災使下湖人口逐漸衰退，加上泥沙淤積，下湖港的盛況逐漸衰退，到了日治末期，為其他港口所取代。
清治道光二十五年（1845年）農曆六月初六大雨連宵，初七忽然狂風大作加上暴雨襲擊，磅礡的雨勢使得暴漲的北港溪與牛挑灣溪溪水灌入樹苓湖，又因西邊兩道沙汕阻隔溪水入海，來不及宣洩的溪水在強烈西南向颱風襲捲下，形成龐大風暴潮（閩南語：漢字：風颱流 ），倒灌進沿海地帶，造成湖內洗港的慘況，一夜之間，從虎尾溪到北港溪沿海一帶，全部淹沒，尤以下湖口一帶的九個村莊（下湖、蚶仔寮、鮘仔窪、新港、無尾敦、蝦子寮、下崙仔、泊仔寮、竹苗寮）最為嚴重，其中蝦子寮與竹苗寮更是死傷慘重。直至六月十二日雨勢稍減，海水退潮，沿海一帶橫屍無數，根據官方統計死亡人數為三千人（但此應為保守數字）；民間說法為七千多人，且當地所有田園跟魚堤都已毀壞，屍體數量無法單靠民力收埋，必須倚靠官兵才得以收埋，當地所有的棺材跟草蓆早已被買盡，為了不使無法收埋的屍體曝屍荒野，只得集體挖坑分四處埋葬，稱萬人塚。
迨收埋過程告一段落，由臺灣兵備道熊一本、臺灣鎮總兵葉長春會同臺灣府知府仝卜年向道光皇帝稟告災情，為了體恤百姓，皇帝特准開義倉榖米一千石並撥銀三千兩賑災，另將收埋罹難人民的萬人塚敇封為「萬善同歸」，但可能是因為災後飢荒和屍體腐敗後發出的惡氣，導致當地之後又發生瘟疫，死了三千人，於是當地開始謠傳如此慘烈的災情是因為道光皇帝開的金口，導致死亡人數與民間統計的七千人湊為「萬」善同歸。

## 牽水𰹬儀式產生
清治咸豐元年（1851年）移居下湖的倖存居民，為了祭祀在六七水災罹難的親人，開始募款興建草祠於蚶仔寮西南處萬人塚旁，即蚶仔寮舊金湖港萬善爺廟前身，後又經由咸豐八年（1858年），外埔莊商人王大有倡議募款，嘉義縣府撥銀助建，開始擬廟堂式的萬善爺廟，後又因金湖地區的居民交通不便，於1958年又年分靈建金湖萬善爺廟。下寮地區也在咸豐二年（1852年）建了一間萬善爺廟供祭祀用，並將亡者埋骨的鳳金甕，水缸用石灰封抹成一堆堆的石坵，並於農曆六月初七舉行擔飯的祭儀，由當地居民以扁擔挑飯菜至下寮仔萬善同歸祠供往生先人享用。既然祭祀地點成立，不免俗地，需要有祭祀拔度的儀式，臺灣民俗中，凶死的拔度方式，溺死者需透過牽水𰹬的方式以脫離苦海獲得快活解脫。口湖地區也因六七水災溺死者眾多導致當地得牽水𰹬儀式特別壯觀。

## 水𰹬

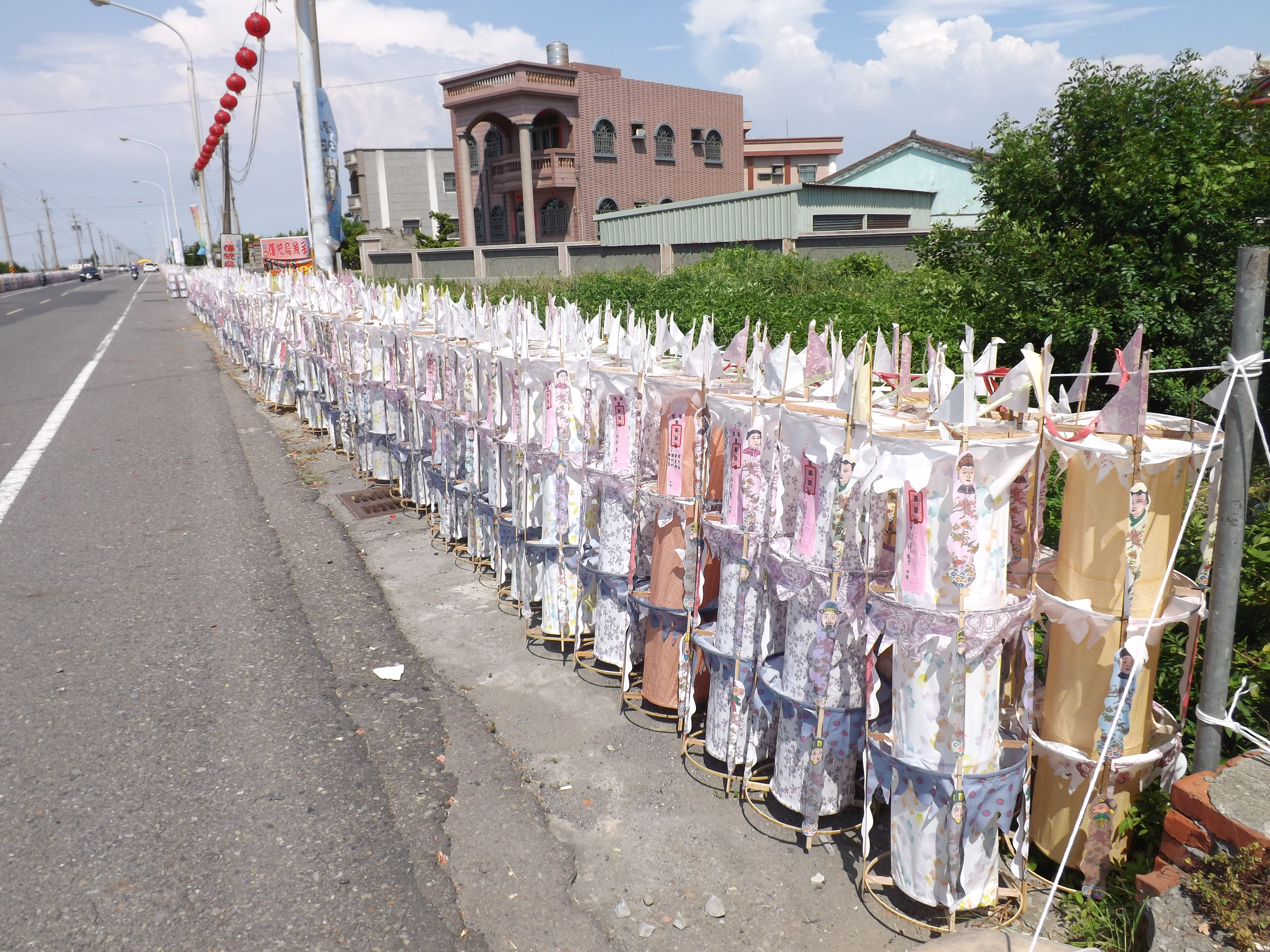
擺放在路邊的水𰹬

「𰹬」出於道教科儀書本，有旋轉不停之意。台灣民間分為血𰹬、水𰹬兩種，前者糊貼紅色系列的紙花，專為超渡難產過世的婦女；水𰹬則多黏貼白色或灰色系列的紙花，主要在於超渡溺水之亡魂。
水𰹬的外型為一竹篾編製的空心圓筒狀物，取材嚴選至少兩年的桂竹，高約四尺左右，以竹竿為𰹬心，另將竹篾以同心內外圓的方式，將𰹬身紮分三節，內圍糊以白紙，外圍糊三色𰹬鬚，並於𰹬身最上方插上三角旗，書寫亡者姓名，由上至下分別貼上七爺八爺，山神土地，觀音佛祖等紙糊神像，每層𰹬身糊有雲梯，象徵亡魂由凶惡至和善、由苦難到極樂的大解脫。
水𰹬通常擺於萬善爺廟的廟埕旁，現今口湖地區的水𰹬約莫有六七千座左右，廟埕已經無法容納，需擺放置廟旁的道路上。

## 活動內容

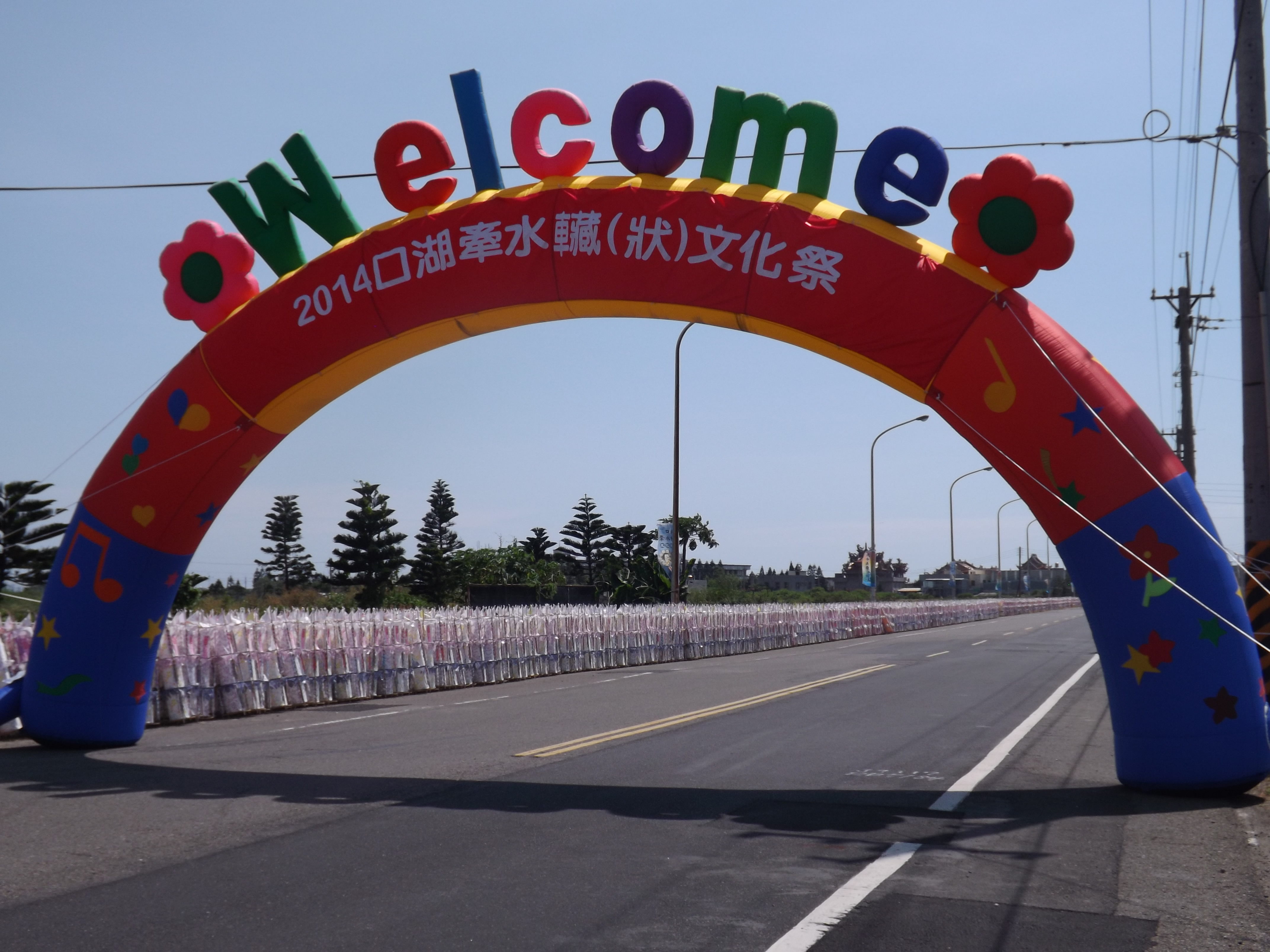
口湖中正路上沿途擺放的水𰹬

每年農曆六月七、八日，在口湖鄉舉辦的盛大祭典，緬懷在水患中罹難的先人，這一天，所有口湖鄉的遊子都得返鄉，參加盛大的祭典，悼念祖先。綿長盛大的法會，除有道士、僧侶超渡亡魂，放水燈外，最特別的是家家戶戶在路旁放置的水𰹬，數以千計的沿著公路排列，場面十分壯觀，是台灣規模最大的水難祭儀。
口湖牽水𰹬與口湖地區民眾歷史記憶緊密結合，引導地方生活歲時作息，其科儀傳承逾百多年，已從宗教科儀，轉變成為整村鄉民投入的民俗活動，顯現悲憫祈福求安之文化精神，極具特殊性與歷史意涵。

## 資料來源
引用
1. ↑  蔡培慧; 陳怡慧; 陳柏州. . 遠足文化. 2004: 118. ISBN 9867630149.
2. ↑  . 閱讀雲林 (財團法人雲林縣文化基金會). 2008-08-10, 1. （原始内容存档于2013-12-24）.
3. ↑  郭書宏. . 人間福報. 2010-07-20. （原始内容存档于2023-06-30）. 文建會昨日下午在金湖萬善爺廟，頒發國家重要民俗活動證書，廟方也排(車藏)於一六四線公路，晚上在金湖還設有流水宴，湧進千餘名當地鄉親，為牽水(車藏)文化祭畫上句點。；. 行政院文化建設委員會文化資產總管理處籌備處.[永久]
4. ↑  雲林縣政府文化觀光處. . 國家文化資產網. 文化部文化資產局.   [2021-06-28]. （原始内容存档于2019-05-06）.

書目
- 黃璿瑋. . 臺灣民俗藝術彙刊 (國立臺北大學民俗藝術與文化資產研究所): 111–123.
- 倪贊元. . 臺北市: 臺灣銀行經濟研究室. 1959  [2023-06-30]. （原始内容存档于2023-06-30）.（中央研究院臺灣史研究所電子文獻）
- 曾人口. . 彰化縣: 中國詩文之友社. 1978.
- 吳瀛濤. . 臺北市: 眾文. 2000.
- 黃雅芳; 蔡元隆.  (PDF). 雲林國教. 2013, (62)  [2014-06-24]. （原始内容存档 (PDF)于2018-01-11）.
- 黃丁盛. . 台北縣: 木馬文化. 2003-01-05 [2003]. ISBN 986-789-752-8 （中文（臺灣））.
- 黃丁盛. . 台灣: 遠足文化. 2013-06-27. ISBN 978-986-596-793-2 （中文（臺灣））.